# Kontryhel obecný
Kontryhel obecný (Alchemilla vulgaris) je léčivá rostlina z čeledi růžovitých. Náleží do skupiny několika desítek velmi podobných a systematicky často problematických druhů, z nichž nejběžnější je kontryhel žlutozelený (A. xanthochlora), kontryhel holý (A. glabra) a kontryhel pastvinný (A. monticola).

## Lidové názvy
- husí nožka
- alchemilka
- rosička
- kontík
- klobouček

## Popis
Je to vytrvalá bylina s dlouhým oddenkem, pokrytým zbytky odumřelých listů, z něhož vybíhá bohatá přízemní růžice dlouze řapíkatých, poměrně tuhých, v obrysu ledvinitých 9-11laločných listů, které jsou svrchu lysé, na spodní straně a řapících ochlupené, v mládí charakteristicky řasnatě složené podél hlavních žilek. Lodyha je 10 až 30 cm vysoká, vystoupavá až přímá a v horní části větvená. Drobné žlutozelené kvítky tvoří koncová vrcholičnatá květenství podobná klubku. Květy jsou pravidelné, oboupohlavné, se čtyřmi kališními i korunními lístky. Tyčinky jsou také čtyři, jeden pestík dozrává po oplození v nažku, uzavřenou v češuli. Kvete vytrvale od května do září.

## Výskyt
Je velmi hojně rozšířen od nížin do hor na loukách, pastvinách, travnatých návsích, prameništích, ve světlých vlhčích lesích, u cest a potoků. Vyskytuje se téměř v celé Evropě, v mírné a severní Asii a ve východní části Severní Ameriky. Na jih zasahuje až na Kavkaz a do Himálaje, na severu do Grónska.

## Účinky
Účinným lékem je nať nebo listy (Herba resp. Folium alchemillae), obsahující 6–8 % hydrolyzovatelných tříslovin, hořčiny, silice, stopy kyseliny salicylové, vitamín C a další. Kvetoucí nať nebo listy se sbírají od května do září a suší se běžným způsobem ve stínu, co nejrychleji a ve slabých vrstvách, poněvadž lék je velice choulostivý, snadno se zapaří a suchá je naopak velmi drobivá. Suchá má původní zbarvení, je bez pachu a má svíravou nahořklou chuť. Lék znehodnocují především jinak zbarvené části a cizí organické příměsi.
Dříve byl kontryhel považován za důležitou, v lidovém léčitelství často používanou rostlinu především proti průjmům, střevním katarům, při silné menstruaci, špatném trávení, nadýmání, katarech dýchacích cest, plicní tuberkulóze, žaludečních vředech, cukrovce, vodnatelnosti, jaterních a ledvinových chorobách, zánětech močového měchýře, krvácení a k posílení dělohy před porodem. Zevně se používal k omývání špatně se hojících ran, ekzémů, bércových vředů, ke kloktání při zánětech dutiny ústní a k výplachům při krvácení z nosu a různých výtocích. Význam mu přikládali také středověcí alchymisté, kteří při hledání zlata a „kamene mudrců“ používali tzv. nebeskou rosu – kapky vody, nápadně se třpytící na listech kontryhele. Svědčí o tom i rodový název Alchemilla.
Dodnes se v lidovém léčitelství používá jako svíravý prostředek při průjmech, při silné menstruaci a preventivně k potlačení klimakterických příznaků. Má i mírný protikřečový a močopudný účinek. Je také součástí metabolických čajových směsí používaných při redukční dietě. Vnitřně se používá zápar ze dvou čajových lžiček řezané drogy na šálek, který se po 10 minutách zcedí. Pije se neslazený dvakrát denně. Při silné a bolestivé menstruaci se doporučují dva šálky záparu denně v druhé polovině cyklu. K zevnímu použití slouží buď zápar nebo odvar z dvojnásobného množství léku.
Vedlejší účinky: Ani při dlouhodobějším užívání nebyly zjištěny žádné vedlejší účinky.

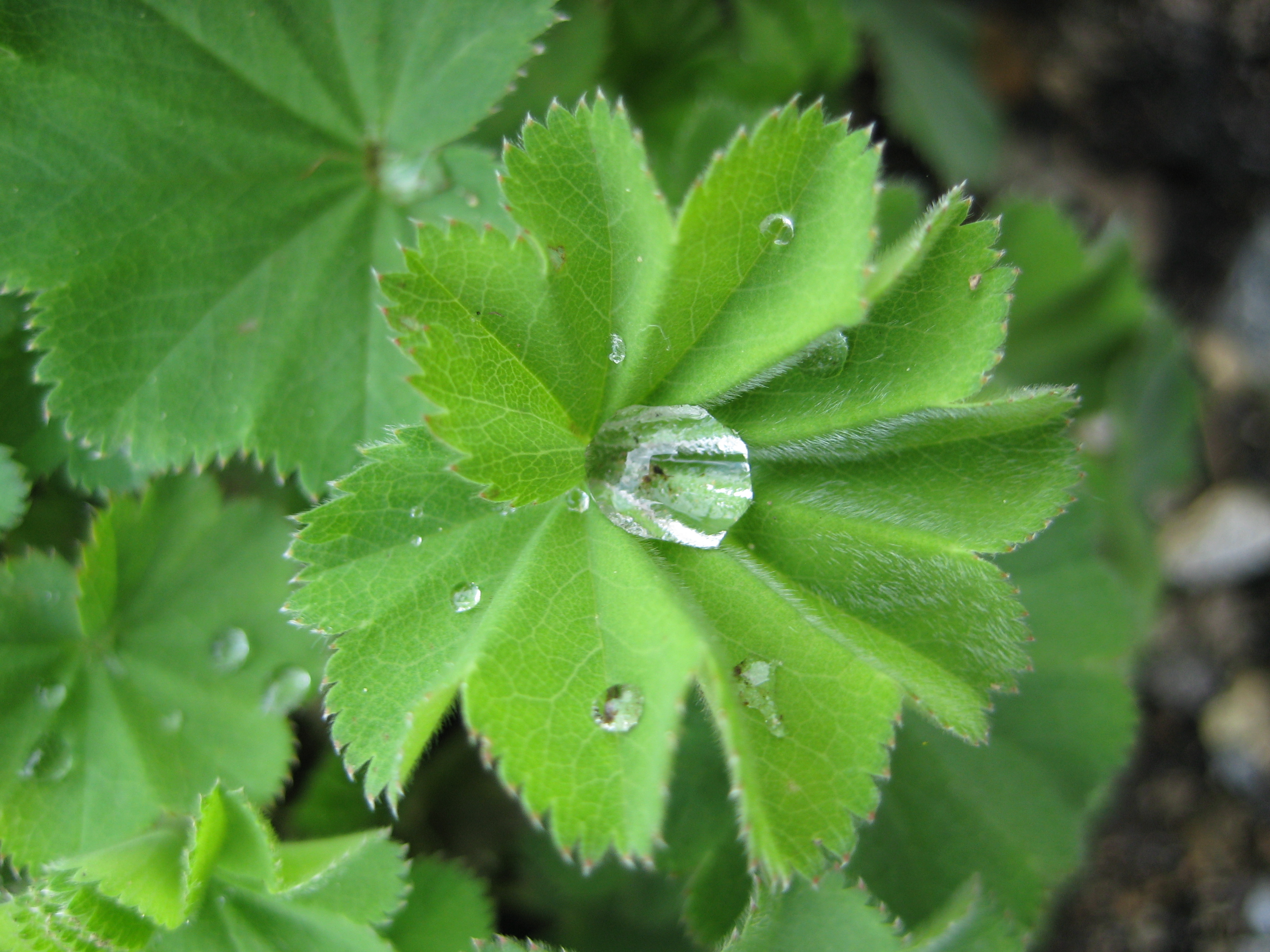
Detail listu
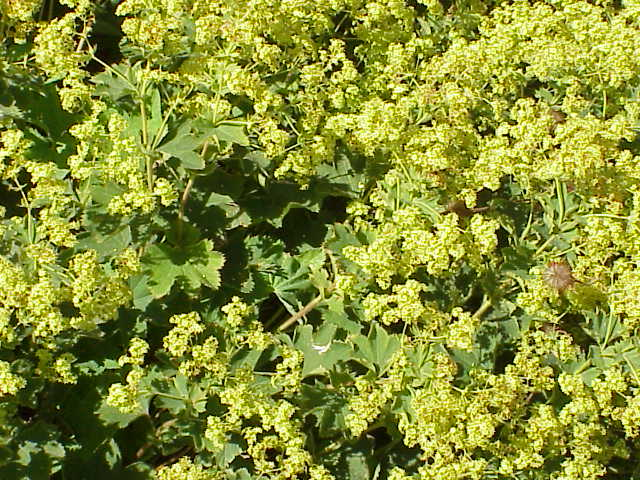
Habitus
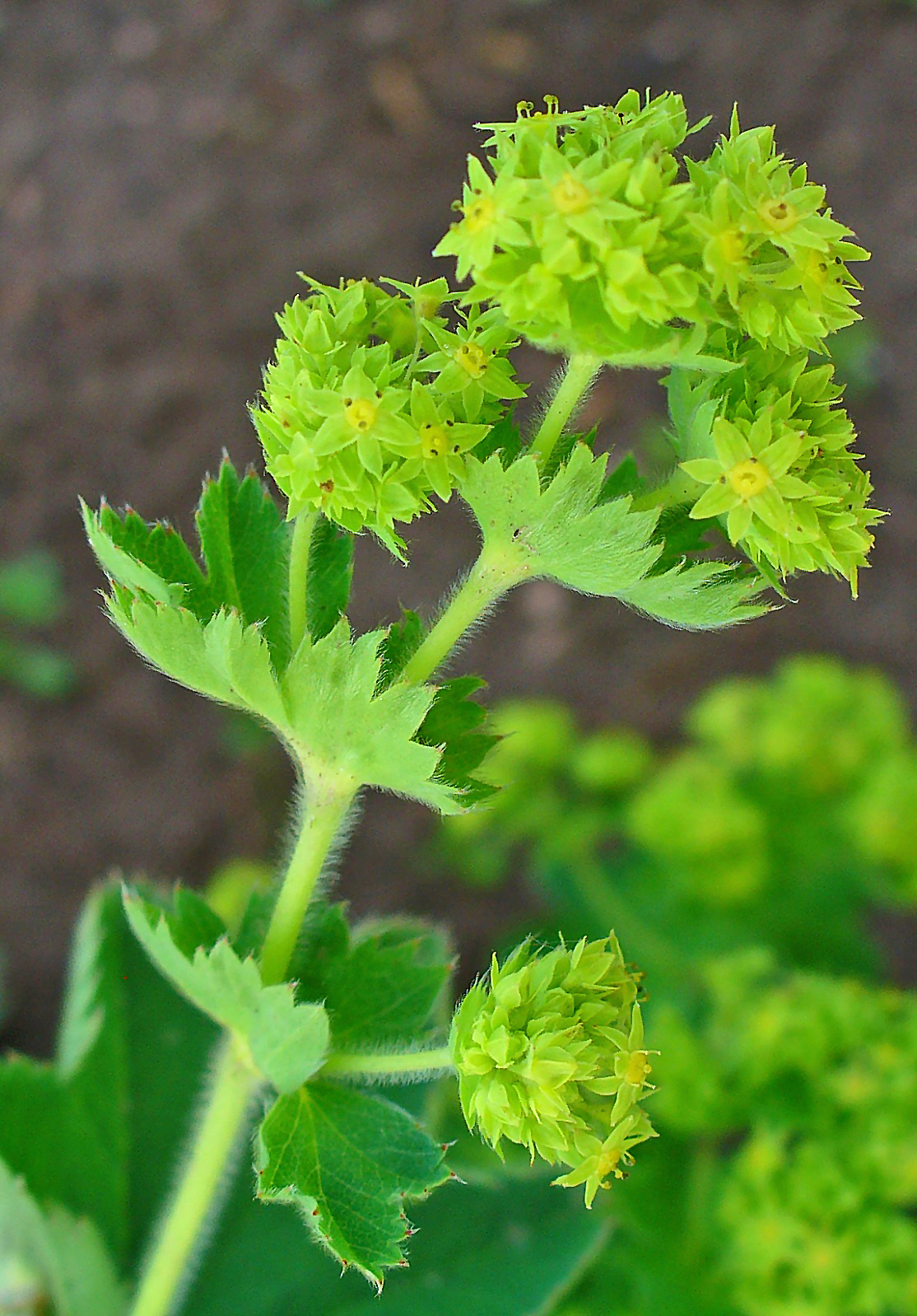
Detail květu
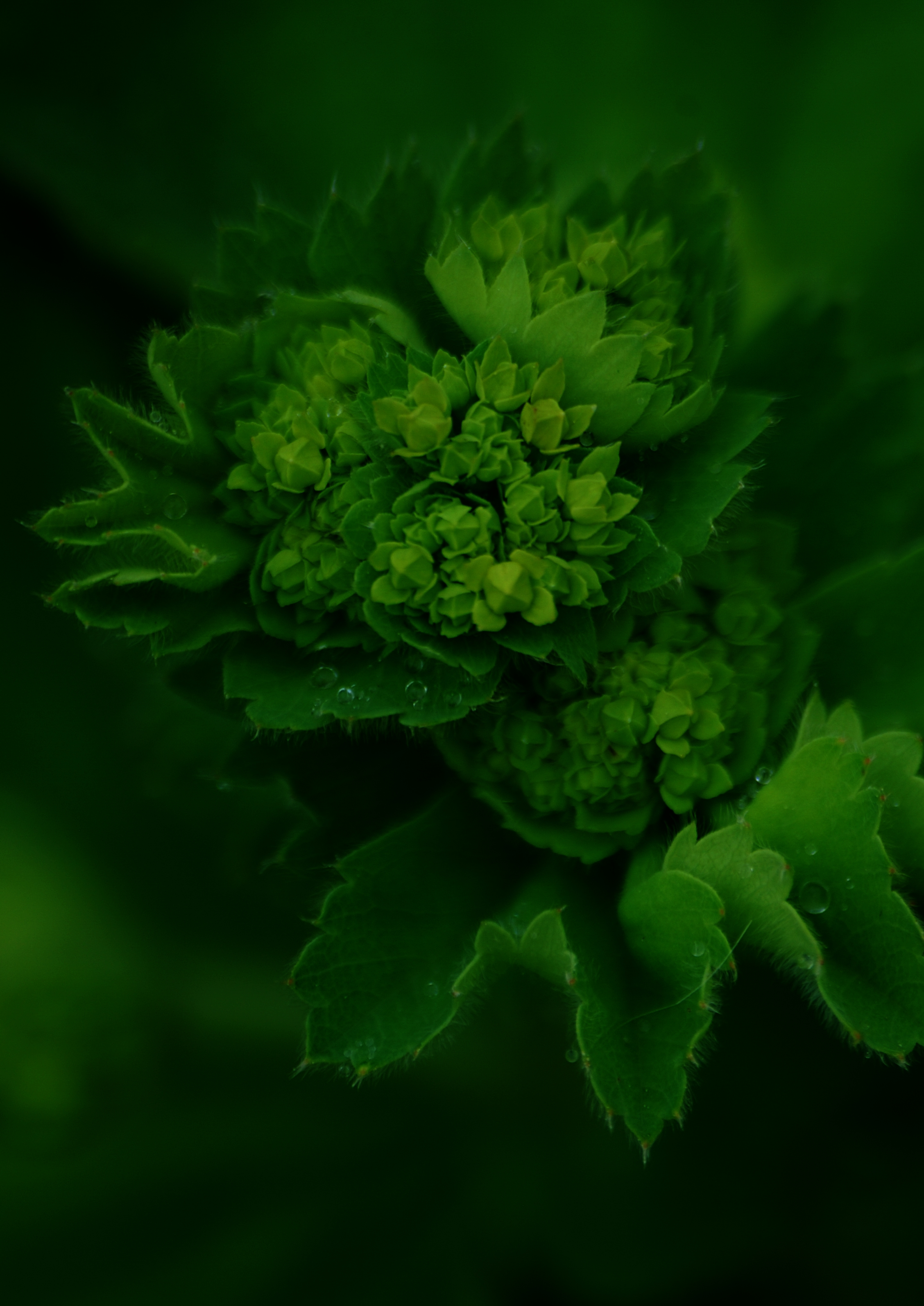
Detail květu